# 도린 고이안
도린 니콜라에 고이안(루마니아어: Dorin Nicolae Goian, 1980년 12월 12일, 수체아바 주 수체아바 ~)은 루마니아의 프로 축구 감독이자 전직 선수이다. 그는 가장 최근에 리가 III의 포레스타 수체아바를 지휘했다.

## 클럽 경력

### 초기 경력
1997년, 그는 수체아바 주를 연고로 하는 포레스타 펄티체니와 계약해 구단의 2군에서 활동했다. 2년 후, 그는 1군으로 올라섰다. 그는 20세의 나이로 글로리아 비스트리차와의 경기에서 디비지아 A 신고식을 치렀다. 그는 중앙 수비수로 출전해 훌륭한 첫 경기를 치렀는데, 소속 구단은 2-0 승리를 거두었다. 그는 포레스타 펄티체니에서 활약하다가 2000년에 몇 달 동안 글로리아 부저우로 임대되기도 했다.
고이안은 루마니아 1부 리그의 소규모 구단 체아흘러울 피아트라 네암츠의 수뇌부의 눈에 들어 2002-03 시즌 중도에 이적했다. 2003-04 시즌 후, 체아흘러울은 2부 리그로 강등되었다. 그러나, 고이안은 또다른 1부 리그 소규모 구단인 바커우와 계약했다.
2003년, 그는 바커우에 입단해 26번의 리그 경기에 출전해 2골을 기록했다. 그는 같은 시기에 소속 구단에서의 활약상에 따라 루마니아 국가대표팀에 차출되었다. 바커우에서 2004-05 시즌을 훌륭히 치른 고이안은 스테아우아 부쿠레슈티의 스카우트에 자신의 인상을 심었다.

### 스테아우아 부쿠레슈티

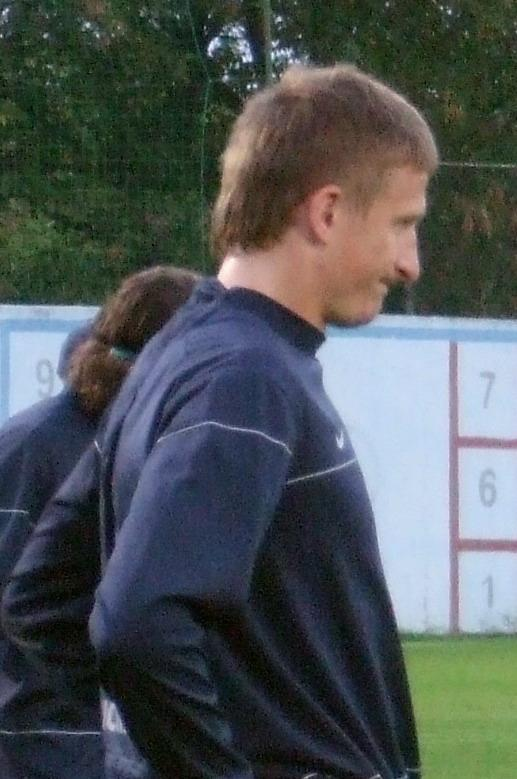
스테아우아 부쿠레슈티 훈련의 고이안

2005년 3월 4일, 고이안은 스테아우아 부쿠레슈티와 5년 계약을 체결했다. 스테아우아는 고이안을 영입하기 위해 2005년에 €500,000을, 2007년에 €1M을 들였다. 비록 그는 스테아우아 1년차에 4경기 출전에 그쳤지만, 주전 지휘를 놓고 2005-06 시즌 시즌부터 경합했고, 젊은 중앙 수비수는 감독의 신뢰에 힘입어 주전으로 도약했다.
고이안은 볼레렝아와의 UEFA컵 경기에서 스테아우아 소속으로 첫 골을 기록했는데, 문전에서 완벽히 머리로 집어넣었다. 그는 랑스, 할름스타드, 그리고 헤이렌베인을 상대로 득점을 신고하며 스테아우아의 득점 1위로 올라섰다. 그는 2-4로 패한 미들즈브러와의 UEFA컵 준결승전에서도 스테아우아의 2번째 골을 기록했는데, 스테아우아는 1차전에서 1-0으로 이기고 2차전 원정 경기도 25분 시점까지 2-0으로 앞서났지만, 89분에 헌납한 골로 결승 진출이 좌절되었다.
스테아우아는 2007-08 시즌 챔피언스리그에서 자그웽비에 루빈과 바테 보리소프를 따돌리고 조별 리그에 올랐다. 두 경기에서 모두 득점한 고이안의 도움으로 스테아우아는 조별 리그에 진출했다. 그는 스파르타 프라하와의 경기에서 골망을 흔들었지만, 승리를 쟁취하기에 역부족이었고, 이 경기를 1-2로 패했다.
고이안은 2007년 10월 24일에 세비야와의 경기에서 정주장인 니콜라에 디커가 교체로 나가면서 처음으로 주장 완장을 찼다. 경기는 세비야에게 1-2로 패했다.
고이안은 바커우의 공동 구단주임에 따라, 스테아우아 이적 조항에 해외 구단으로 이적 시, 스테아우아는 바커우에게 이적료 50%를 제공하지만 지분 상한 금액은 €1M으로 규정되었다. 2007년 10월 16일, 스테아우아는 €1M을 바커우에게 지불하고 선수 지분을 전부 확보했다.
2009년 4월 4일, 고이안은 글로리아 비스트리처전에서 부상당한 소린 기오네아를 대신해 주장으로 출전했다. 비록 페트레 마린이 구단 최고령 선수였지만, 마리우스 라카투스 감독은 고이안이 주장 자질이 더 뛰어난 것으로 판단했다. 결과는 스테아우아의 승리로 끝났고, 판텔리스 카페타노스가 1-0 결승골의 주인공이었다. 그는 2008-09 시즌에 오첼룰 갈라치 전에서 페널티킥으로 첫 골을 기록했다. 경기 결과는 스테아우아의 5골차 승리로, 시즌 개막 이래 역대 최다 점수차 승리를 거두었다.
2009년 7월 30일, 그는 3-0으로 이긴 머더웰과의 경기에서 주장을 맡았고, 머리로 선제골을 도왔는데, 이는 머더웰의 스티븐 크레이건이 마무리한 자책골이 되었다. 그는 승부차기 주자로 나서서 실축해 지지 베칼리 회장의 비난을 받았는데, 베칼리는 그를 승부차기 주자에서 제외할 것을 결정했기 때문이었다.

### 팔레르모

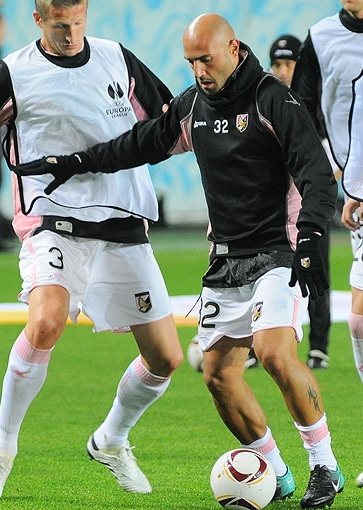
CSKA 모스크바와의 유로파리그 경기를 앞두고 훈련하는 고이안(왼쪽)과 마카로네(왼쪽)

2008년 8월 6일, 팔레르모가 이 중앙 수비수 영입에 관심을 보였고, 그를 영입하는데 €2M을 들였다. 그는 자신을 예전에 지도했던 발테르 쳉가와 재회했는데, 그의 연봉은 €550,000으로 책정되었다. 그는 마요르카와의 친선경기에서 팔레르모 유니폼을 입고 첫 경기를 출전했는데, 경기는 스페인 구단에 0-2로 패하는 것으로 끝났다. 고이안의 첫 세리에 A 경기는 로마전이었고, 그는 90분을 소화했다.
고이안은 1년차에 시몬 키예르와 체사레 보보의 수비 공백을 메울 자원으로 중용되었다. 키예르가 스티브 매클래런 감독이 이끄는 분데스리가의 볼프스부르크로 떠나면서, 고이안은 1군에서 더 많은 기회를 받을 것으로 전망되었다. 그러나, 그는 부상을 당해 1군 활약 기회가 크게 줄었다. 재활 후, 3월에 선발로 복귀한 후, 2011년에 첫 리그 경기에 출전했고, 고이안은 리그 선두 밀란을 상대로 득점에 성공했다. 공교롭게도, 고이안의 첫 세리에 A 골이었고, 팔레르모 선수로서 기록한 자신의 첫 골이었다.

### 레인저스

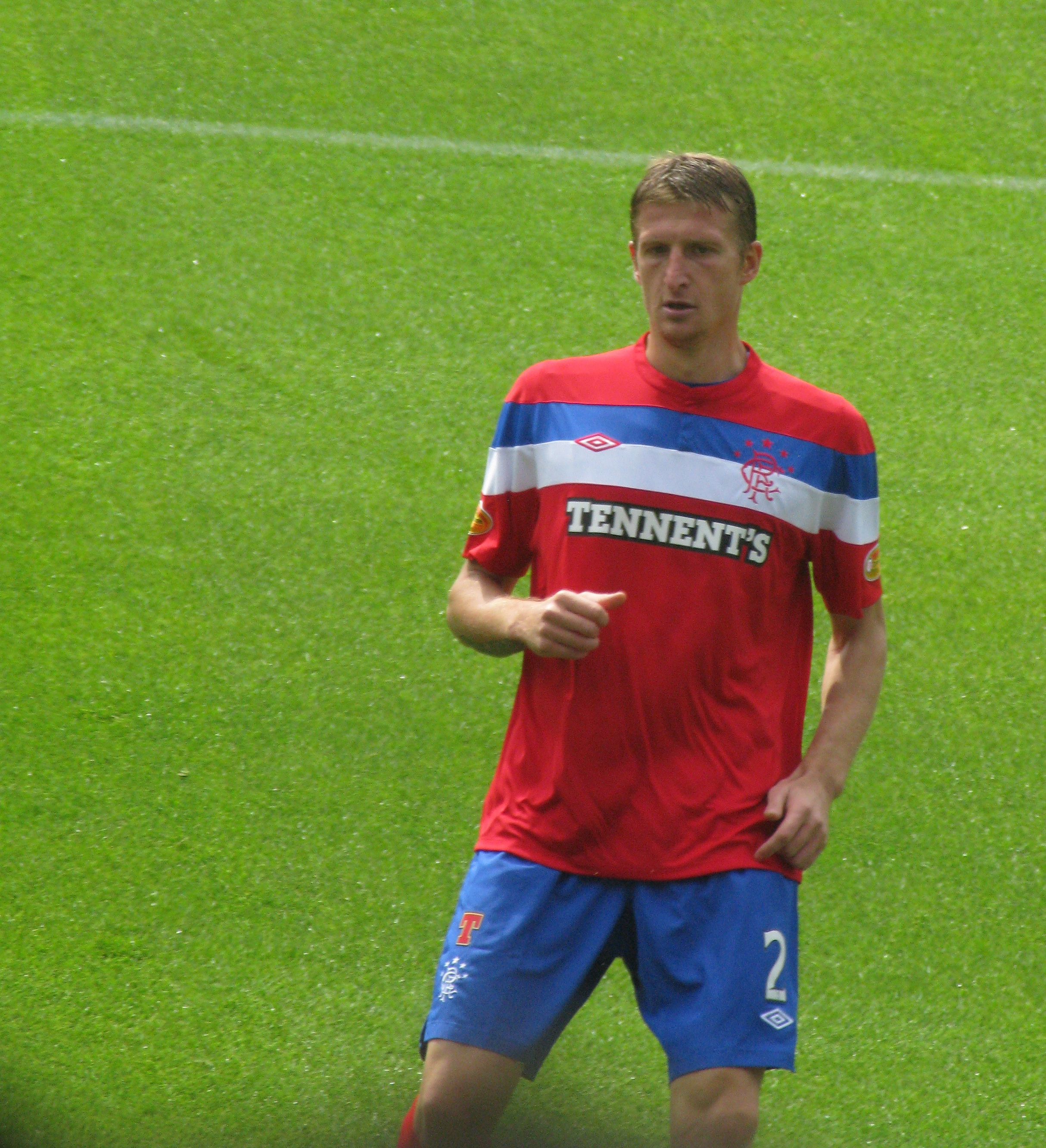
레인저스 소속으로 몸을 푸는 고이안

7월 25일, 팔레르모는 스코티시 프리미어리그 레인저스로 비공개 이적료로 둥지를 옮겼는데, 고이안은 입단하기 위해 3년짜리 계약서에 서명했다. 7월 29일, 고이안은 노동 허가증을 발급 받았고, 이튿날 2-0으로 이긴 세인트 존스턴 경기에서 레인저스 신고식을 치렀고, 이는 앨리 매코이스트 신임 감독이 글라스고 연고 구단을 맡은 뒤 치르는 첫 경기였다. 그는 2011년 8월 4일에 레인저스 소속으로 출전할 수 엎다고 판단한 유럽 축구 연맹에 항소한 후 챔피언스리그 예선전에 출전할 예정이었다. 그러나, 그는 불행히 서혜부 부상을 당해 결장했다. 그는 2011년 9월 18일에 열린 오랜 동료 더비에 출전해 4-2 승리에 일조해 레인저스 지지자들의 찬사를 들었다. 고이안은 계속해서 꾸준히 인상적인 활약을 펼치며 레인저스에서 빠르게 지지도를 올렸다. 고이안은 스코티시 프리미어리그 정상에 오른 구단에 이적 동기였던 카를로스 보카네그라와 호흡을 맞추어 주전 중앙 수비 한 쌍으로 거듭났다. 그는 2-3으로 패한 펄커크와의 2011년 9월 21일 스코티시컵 경기에서 첫 골을 기록했다.
2012년 6월, 레인저스가 법정 관리에 들어가면서, 구단 지분은 찰스 그린의 업체에 선수 계약서를 비롯해 확보했다. 레인저스가 3부 리그로 추락한다는 소식이 들리는 와중에그는 무슨 일이 있어도 잔류하겠다고 고집을 드러냈을 때, 지지자들의 마음을 사로잡았다. 그러나, 그는 2-1로 이긴 브레친 시티와의 레인저스 챌린지컵 경기에도 출전했다. 2012-13 시즌이 끝난 후, 고이안은 잉글랜드 무대에서 향후 활약할 의사를 나타냈다. 결국, 고이안과 카를로스 보카네그라가 구단에서 방출되었고, 구단에서의 2년 생활을 마쳤고, 고이안은 30번의 경기에 1골 기록했다. 방출에 따라 헤럴드는 고이안이 대리인을 통해 £430,000 (€500,000)을 받은 것으로 알려졌다.

### 스페치아
고이안은 2012년 8월에 세리에 B의 스페치아와 1년 임대 계약을 체결했다. 스페치아 임대 기간 만료 후, 그는 레인저스로 복귀했다.
그는 나흘 후인 2-1로 이긴 비첸차와의 2-1 경기에서 대회 신고식을 펼쳤다. 이후, 고이안은 1군 주전으로 도약했다. 그러나, 2012년 11월 17일, 2-3으로 패한 유베 스타비아전에서, 고이안은 마우리치오 치암피 주심을 밀어 구설수에 올랐고, 결국 이탈리아 프로 축구 연맹을 통해 4경기 출장 정지 징계가 확정되었다. 징계에서 풀려난 후, 구단의 넬소 리치 단장은 고이안의 행위를 "가장 큰 실망거리"로 묘사했고, 설상가상으로, 1월에 구단의 계약 해지 없이는 구단을 떠나 레인저스로 복귀해야 할 수도 있었다. 2012년 12월 23일, 4경기 출장 정지 징계가 끝난 후인 2012년 12월 23일, 고이안은 파도바와의 경기에서 머리로 골을 기록했지만 스페치아가 2-3으로 패하면서 빛이 바랬다. 그는 미켈레 세레나 감독이 고이안은 구단에 남고 레인저스로 돌아가지 않는다고 말했다. 그의 2호골은 2013년 4월 6일, 2-1로 이긴 그로세토와의 경기에서 기록했다. 그러나, 고이안은 시즌 말에 스페치아 1군 선수단에서 자신의 입지를 완전히 상실했다.

### 아스테라스 트리폴리스
레인저스를 떠난 후, 스코틀랜드 언론인은 고이안이 그리스 수페르리가 엘라다의 아스테라스 트리폴리스행에 근접했다고 보도했다. 이적은 2013년 7월 21일에 2년짜리 계약서 서명으로 성사되었는데, 고이안은 화환을 받으며 지지자들의 환대를 받았다. 그는 1달 후인 2013년 8월 18일, 3-3으로 비긴 PAS와의 경기에서 첫 경기를 출전했다.

## 국가대표팀 경력

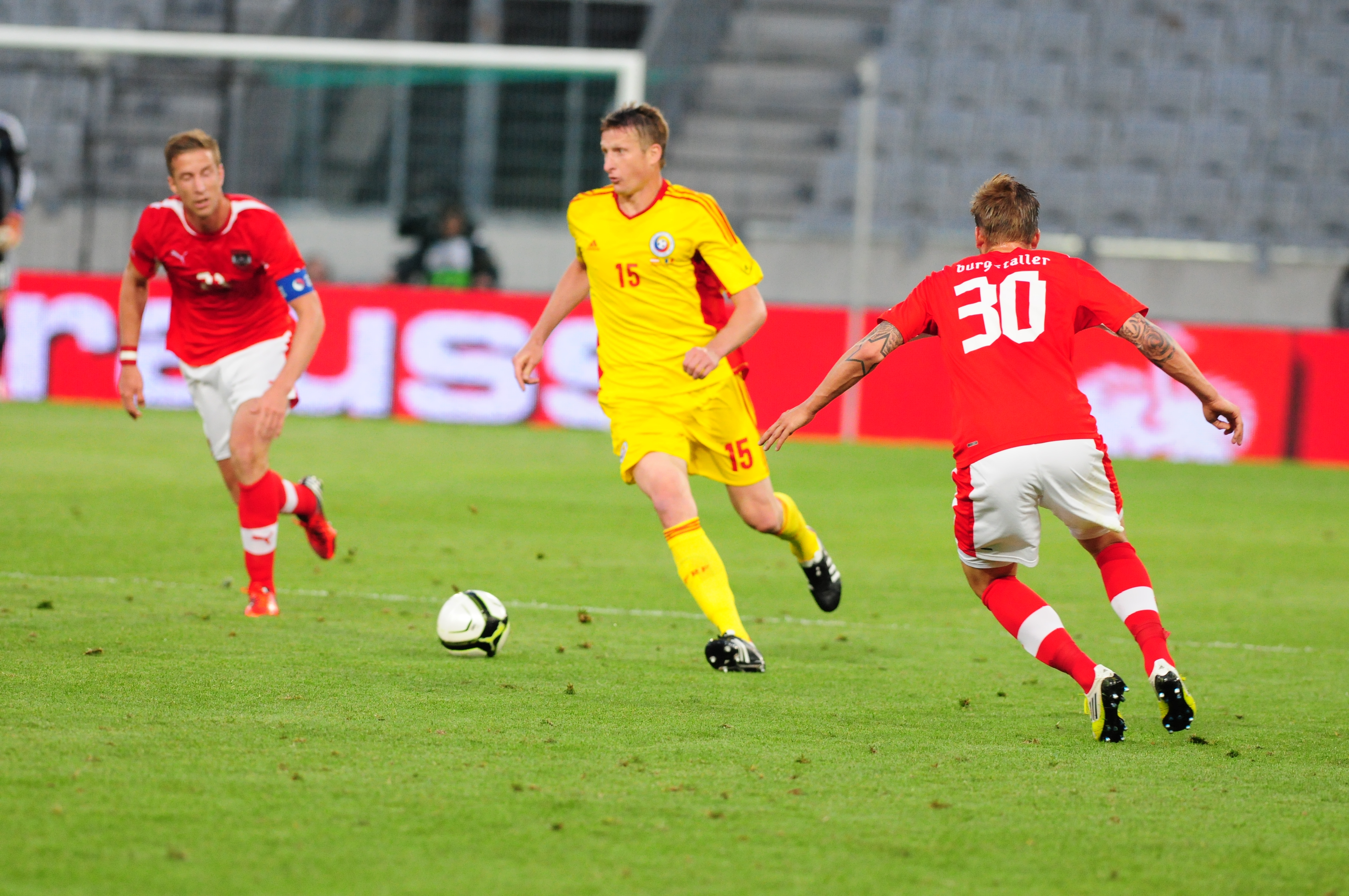
2012년 6월 5일, 오스트리아를 상대하는 고이안

2005년 11월 16일, 그는 빅토르 피추르커 감독의 부름을 받아 나이지리아를 상대로 루마니아 국가대표팀에 발탁되었고, 그에 따라 국가대표팀 첫 경기를 치렀다.

### 유로 2008
2008년 6월 9일, 고이안은 2006년 월드컵 준우승국 프랑스와의 유로 2008 C조 1차전을 취리히에서 치렀다. 그는 니콜라 아넬카와 카림 벤제마를 비롯한 공격진을 막아세웠고, 루마니아 국가대표팀 일원으로 득점 없이 프랑스와 비기는 연출을 했고, 20번째 경기에도 출전했다.
이탈리아와의 C조 2차전 경기에서도 고이안은 경기장에 선발로 나서 1-1 무승부에 일조했다. 73분에 터진 반칙 문제로 그는 공을 허공에 띄웠다. 주심은 고이안에게 경고를 주는 바람에 네덜란드와의 그 다음 경기에 결장했다.

## 사생활
2006년 10월 23일, 그는 한 자식의 부친이 되었다. 그와 배우자 나디아 사이에서 딸 마야 마리아 출생했기 때문이었다. 2010년 1월 7일에는 네크타리에 마테이라는 아들을 득남했다.
도린의 형제 지지, 리비우, 그리고 루치안도 프로 축구 선수로, 모두 루마니아 1부 리그인 리가 I에서 활약했다. 그는 자매도 3명이나 된다.
2020년 10월 2일, 고이안은 코로나-19에 확진되었다.

## 경력 통계

### 클럽
2016년 4월 17일 기준
| 구단                       | 시즌      | 리그 | 리그 | 컵   | 컵 | 유럽 | 유럽 | 합계 | 합계 |
| 구단                       | 시즌      | 출장 | 골   | 출장 | 골 | 출장 | 골   | 출장 | 골   |
| -------------------------- | --------- | ---- | ---- | ---- | -- | ---- | ---- | ---- | ---- |
| 포레스타 II 펄티체니       | 1997–98   | 15   | 0    | 0    | 0  | 0    | 0    | 15   | 0    |
| 포레스타 펄티체니          | 1999–2000 | 2    | 0    | 0    | 0  | 0    | 0    | 2    | 0    |
| 글로리아 부저우 (임대)     | 1999–2000 | 19   | 0    | 0    | 0  | 0    | 0    | 19   | 0    |
| 포레스타 펄티체니          | 2000–01   | 15   | 0    | 0    | 0  | 0    | 0    | 15   | 0    |
| 포레스타 펄티체니          | 2001–02   | 11   | 2    | 0    | 0  | 0    | 0    | 11   | 2    |
| 포레스타 펄티체니          | 합계      | 26   | 2    | 0    | 0  | 0    | 0    | 26   | 2    |
| 체아흘러울 피아트 라네암츠 | 2001–02   | 9    | 0    | 0    | 0  | 0    | 0    | 9    | 0    |
| 체아흘러울 피아트 라네암츠 | 2002–03   | 23   | 2    | 0    | 0  | 0    | 0    | 23   | 2    |
| 체아흘러울 피아트 라네암츠 | 2003–04   | 13   | 0    | 1    | 0  | 2    | 1    | 16   | 1    |
| 체아흘러울 피아트 라네암츠 | 합계      | 45   | 2    | 1    | 0  | 2    | 1    | 48   | 3    |
| 바커우                     | 2003–04   | 12   | 0    | 0    | 0  | 0    | 0    | 12   | 0    |
| 바커우                     | 2004–05   | 14   | 2    | 2    | 0  | 0    | 0    | 16   | 2    |
| 바커우                     | 합계      | 26   | 2    | 2    | 0  | 0    | 0    | 28   | 2    |
| 스테아우아 부쿠레슈티      |           |      |      |      |    |      |      |      |      |
| 2004–05                    | 4         | 0    | 0    | 0    | 0  | 0    | 4    | 0    |      |
| 2005–06                    | 24        | 2    | 1    | 0    | 14 | 5    | 39   | 7    |      |
| 2006–07                    | 28        | 1    | 3    | 0    | 11 | 0    | 42   | 1    |      |
| 2007–08                    | 23        | 2    | 0    | 0    | 8  | 3    | 33   | 5    |      |
| 2008–09                    | 27        | 1    | 0    | 0    | 7  | 1    | 34   | 2    |      |
| 2009–10                    | 1         | 0    | 0    | 0    | 3  | 0    | 4    | 0    |      |
| 합계                       | 107       | 6    | 4    | 0    | 43 | 9    | 154  | 15   |      |
| 팔레르모                   | 2009–10   | 14   | 0    | 0    | 0  | 0    | 0    | 14   | 0    |
| 팔레르모                   | 2010–11   | 16   | 1    | 3    | 0  | 3    | 0    | 22   | 1    |
| 팔레르모                   | 합계      | 30   | 1    | 3    | 0  | 3    | 0    | 36   | 1    |
| 레인저스                   | 2011–12   | 33   | 0    | 3    | 1  | 2    | 0    | 38   | 1    |
| 레인저스                   | 2012–13   | 2    | 0    | 2    | 0  | 0    | 0    | 3    | 0    |
| 레인저스                   | 합계      | 35   | 0    | 5    | 1  | 2    | 0    | 42   | 1    |
| 스페치아                   | 2012–13   | 26   | 2    | 0    | 0  | 0    | 0    | 26   | 2    |
| 아스테라스 트리폴리스      | 2013–14   | 29   | 1    | 2    | 0  | 1    | 0    | 32   | 1    |
| 아스테라스 트리폴리스      | 2014–15   | 27   | 1    | 3    | 1  | 9    | 1    | 39   | 3    |
| 아스테라스 트리폴리스      | 2015–16   | 13   | 0    | 2    | 0  | 3    | 0    | 18   | 0    |
| 아스테라스 트리폴리스      | 합계      | 69   | 2    | 7    | 1  | 13   | 1    | 89   | 4    |
| 경력 합계                  | 경력 합계 | 400  | 17   | 22   | 2  | 63   | 12   | 485  | 31   |

### 국가대표팀 득점 기록
| 1                     | 2006년 10월 7일  | 루마니아 부쿠레슈티 스타디오눌 스테아우아 | 벨라루스 | 3–1 | 3–1 | 유로 2008 예선전     |
| 2                     | 2007년 9월 12일  | 독일 쾰른 라인에네르기슈타디온            | 독일     | 0–1 | 3–1 | 친선경기             |
| 3                     | 2007년 10월 13일 | 루마니아 콘스탄차 스타디오눌 파룰         | 네덜란드 | 1–0 | 1–0 | 유로 2008 예선전     |
| 4                     | 2008년 10월 11일 | 루마니아 콘스탄차 스타디오눌 파룰         | 프랑스   | 2–0 | 2–2 | 2010년 월드컵 예선전 |
| 5                     | 2008년 11월 19일 | 루마니아 부쿠레슈티 스타디오눌 디나모     | 조지아   | 2–1 | 2–1 | 친선경기             |
| 2011년 11월 11일 기준 |                  |                                           |          |     |     |                      |

### 감독 통계
2020년 6월 10일 기준
| 구단              | 취임             | 해임           | 기록 | 기록 | 기록 | 기록 | 기록 | 기록 | 기록 | 기록  |
| 구단              | 취임             | 해임           | 전   | 승   | 무   | 패   | 득   | 실   | 차   | 율 %  |
| ----------------- | ---------------- | -------------- | ---- | ---- | ---- | ---- | ---- | ---- | ---- | ----- |
| 부코비나 러더우치 | 2017년 11월 14일 | 2020년 6월 1일 | 82   | 50   | 12   | 20   | 163  | 65   | +98  | 60.98 |
| 합계              | 합계             | 합계           | 82   | 50   | 12   | 20   | 163  | 65   | +98  | 60.98 |

## 수상

### 클럽
스테아우아 부쿠레슈티
- 디비지아 A: 2004–05, 2005–06
- 수페르쿠파 로므니에이: 2006
- UEFA컵 4강: 2005–06

팔레르모
- 코파 이탈리아 준우승: 2010–11

레인저스
- 스코티시 프리미어리그 준우승: 2011–12